# 亚历山大·威廉·威廉姆逊
亚历山大·威廉·威廉姆逊（英語：Alexander William Williamson，另译：亚历山大·威廉·威廉森，1824年5月1日—1904年5月6日），英国化学家，他被认为是有机合成的先驱人物。有机化学工业中著名的“威廉姆逊合成”即以他的名字命名。他也是日本近代化先驱“长州五杰”的重要导师。

## 生平
1824年5月1日威廉姆逊出生于英国伦敦。1840年他按照父亲的愿望进入海德堡大学学习医学，参加了利奥波德·格梅林的化学课程和弗里德里希·泰德曼的解剖学课程，但他渐渐希望成为一名化学家。1844年4月在格美林的帮助下，他到了吉森大学尤斯图斯·冯·李比希的化学实验室工作两年。随后他来到了巴黎，在他父亲的老上司约翰·斯图尔特·密尔推荐下，成为奥古斯特·孔德的家庭学生，主要学习高等数学。同时，他利用空余时间在自己的住所进行有关酰胺的化学实验。
1849年初威廉姆逊在巴黎结识了伦敦大学学院的化学教授托马斯·格雷姆，格雷姆希望他来接替因病去世的乔治·佛恩斯的分析与应用化学教授职位。威廉姆逊的申请获得了批准，当年十月起，他成为伦敦大学学院的应用化学教授。1850－1852年他发表了自己对醚类的合成反应的研究结果。1855年到1887年退休期间他担任了该学院的化学系主任。1904年5月6日，威廉姆逊在位于英格兰东南部薩里郡的欣德黑德村逝世，享年80岁。他的遗体埋葬在薩里郡的布鲁克伍德公墓内。

## 化学研究
威廉姆逊的主要学术造诣在化学方面。1850－1852年间他系统地研究了醚的性质和合成方法。当时已经得知乙醇在硫酸的作用下发生反应可以生成乙醚，威廉姆逊使用乙醇钠和一碘乙烷反应，也合成了乙醚的方法，即为现今广为知晓的醇钠与卤代烷反应生成醚的“威廉姆逊合成”。对这一反应进行分析之后，威廉姆逊认为其机理是一碘乙烷中的乙基取代了醇钠中的钠，生成了醚。
根据对醚的合成的研究成果，威廉姆逊提出了“类型论”。他把水写作以氧为中心的形式（H-O-H），也把乙醇(C
2H
5OH)、乙醚（C2H5-O-C2H5）写成类似的形式，认为乙醇是水中的一个氢被乙基取代，乙醚是两个氢都被乙基取代的产物，从而把一些有机物归结为水的类型，认为其两端取代的基团不同导致了其化学性质不同，他们之间的转化就是组成有机物的基团的互相交换，他应用这一理论解释了在硫酸的作用下，乙醇可以生成乙醚这一反应，认为硫酸先与一分子乙醇发生基团的交换，生成的中间产物再与另一分子乙醇发生交换，最终生成乙醚，硫酸在产物中起催化作用，这是对催化机理的最早解释之一。

## 荣誉
因威廉姆逊在化学方面的杰出贡献，1862年，他被授予“皇家奖章”，这是英国皇家学会的最高荣誉。1855年，他被选举为英国皇家学会院士。1873年至1889年，威廉姆逊担任英国皇家学会的涉外秘书。1863年至1865年和1869年至1871年，威廉姆逊二度担任英国伦敦化学会会长。

## 日本近代化
威廉姆逊是日本近代化先驱群体“长州五杰”的导师。1863年，五位日本学生（伊藤博文、山尾庸三、井上勝、井上馨、远藤谨助）经中国上海偷渡来到英国伦敦，在伦敦大学学院学习近代科学技术。威廉姆逊即是他们的导师。这五位日本学生之后返回日本，为日本近代化作出了巨大贡献，被称为“长州五杰”。
这五位日本学生回到日本后都在政府中担任重要职务，其中伊藤博文成为日本首位内阁总理大臣，山尾庸三被称为日本的“工业之父”，井上勝被称为日本的“铁路之父”，井上馨历任外务大臣、农商务大臣、内务大臣和大藏大臣，远藤谨助曾担任日本造币局局长多年。
伊藤博文在伦敦大学学院留学期间曾经住宿在威廉姆逊家中。由于在英国学习生活经历的影响，伊藤博文认为日本必须走上西化的道路。